# Pfarrhaus (Obergessertshausen)

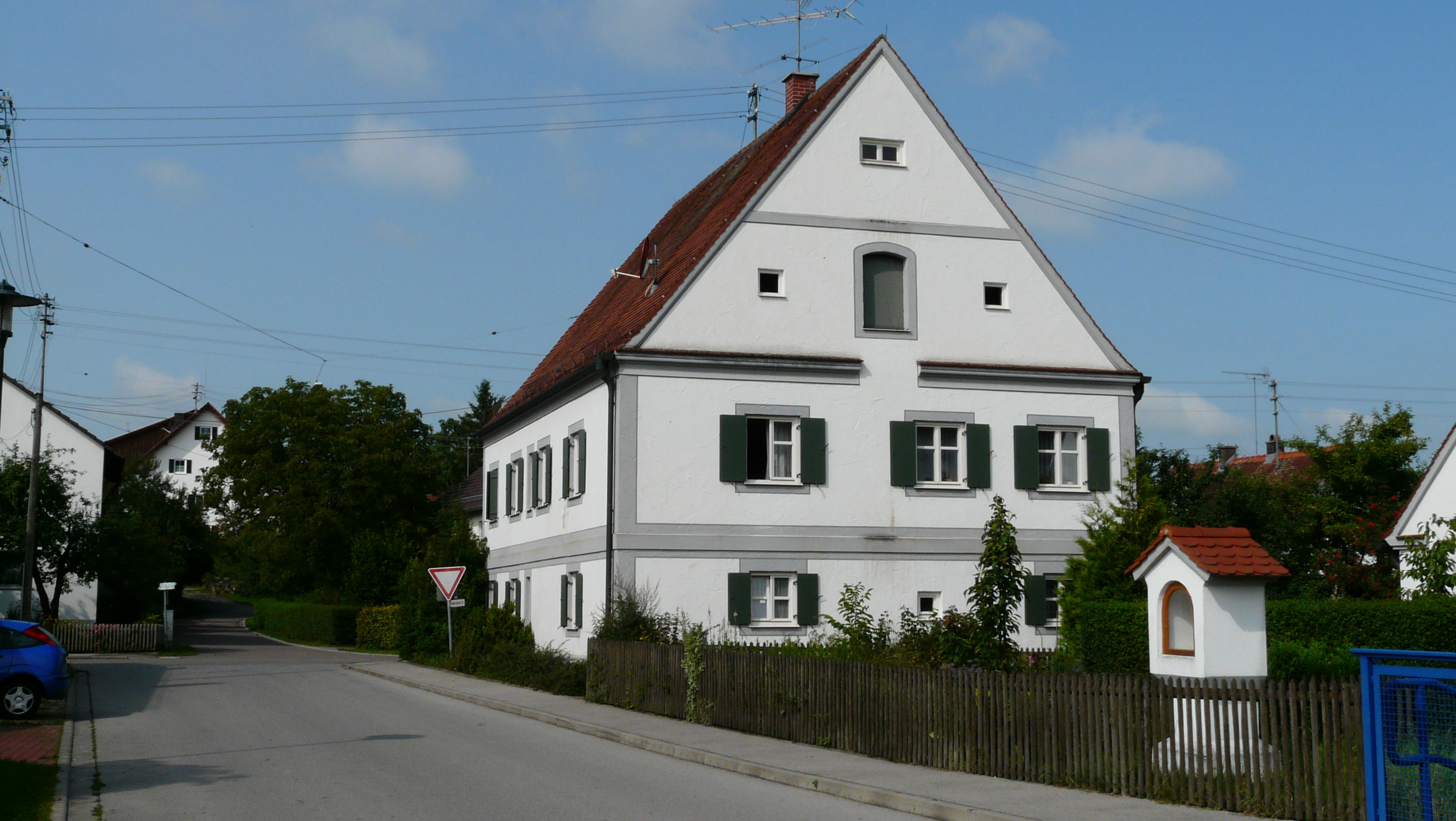
Ehemaliges Pfarrhaus in Obergessertshausen

Das Pfarrhaus in Obergessertshausen, einem Gemeindeteil von Aichen im Landkreis Günzburg im bayerischen Regierungsbezirk Schwaben, wurde 1743 errichtet. Das ehemalige Pfarrhaus an der Hauptstraße 15 ist ein geschütztes Baudenkmal.
Der zweigeschossige Satteldachbau besitzt vier zu drei Fensterachsen. Die Geschosse werden durch Gesimse getrennt.
Im Jahr 1985 wurde das Gebäude innen erneuert.